# Nova Rock

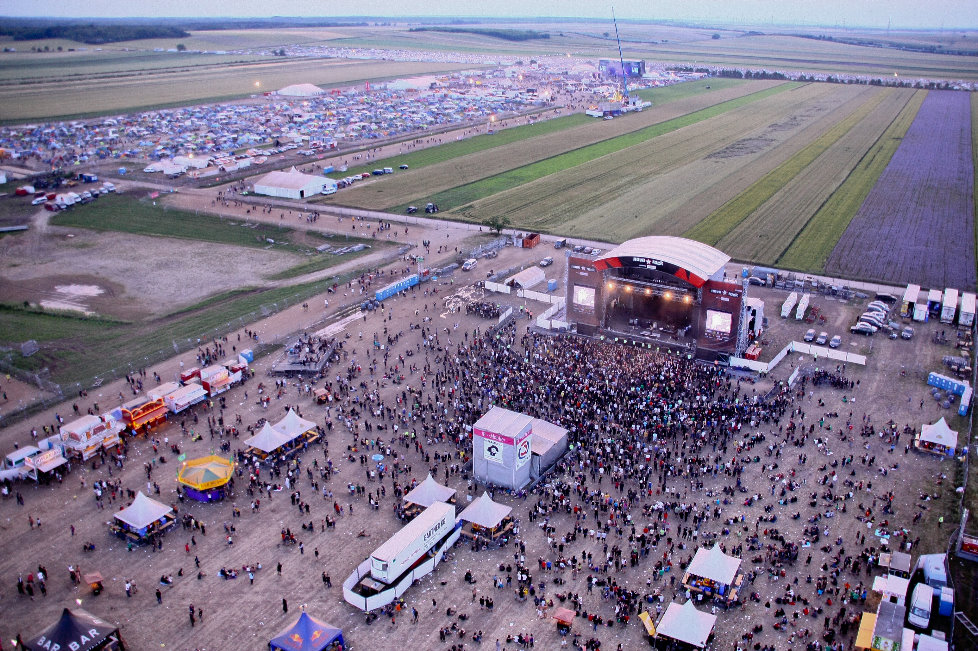
Novarock 2010

Nova Rock ist ein österreichisches Rockmusik-Festival, das seit 2005 jedes Jahr im Juni in Nickelsdorf (Burgenland) stattfindet. Veranstalter ist die Firma Nova Music Entertainment GmbH in Zusammenarbeit mit Music Entertainment GmbH. Geschäftsführer von Nova Music und somit ausführender Veranstalter des Festivals ist Ewald Tatar, der auch die Festivals in Wiesen bis 2004 mitorganisierte und das seit 2008 mit den Festivals Two Days a Week und Lovely Days wieder veranstaltet. Seit 2009 tritt auch die Skalar Entertainment GmbH als Mitveranstalter des Nova-Rock-Festivals auf.
2020 und 2021 musste das Festival aufgrund der COVID-19-Pandemie abgesagt werden.

## 2005
Das erste Nova Rock war durch schlechtes Wetter beeinträchtigt. Heftiger Regen und starke Windböen machten es den Musikfans sowie dem Sicherheitspersonal nicht einfach. Vor allem der schlammige Boden war fordernd. Am zweiten Tag wurde das Festivalgelände mit Stroh ausgelegt um die aufgeweichte Erde damit abzudecken.
Pro Tag kamen 30.000 Personen, von denen 20.000 campten. Das Rote Kreuz betrieb den Ambulanzdienst und versorgte insgesamt 1414 Personen.
| Hauptbühne                                 |                                      |                   |                |
| 9. Juni                                    | 10. Juni                             | 11. Juni          | 12. Juni       |
| System of a Down                           | Die Ärzte                            | The Prodigy       | Green Day      |
| Audioslave                                 | Marilyn Manson                       | Nightwish         | Millencolin    |
| Wir sind Helden                            | Weezer                               | Soulfly           | boysetsfire    |
| Beatsteaks                                 | Mando Diao                           | In Extremo        | 3 Feet Smaller |
| La Vela Puerca                             | The (International) Noise Conspiracy | Reel Big Fish     |                |
| Moneybrother                               | Mudvayne                             | The Dissociatives |                |
| Team Sleep                                 | Madsen                               | The Hellacopters  |                |
| …And You Will Know Us by the Trail of Dead | Core                                 | Schandmaul        |                |
| 80's Matchbox B-Line Disaster              |                                      | Exilia            |                |

## 2006
2006 fand das Festival wieder in Nickelsdorf statt, diesmal auf einem neuen Gelände („Pannonia Fields II“). Es gab eine zweite Bühne (Blue Stage als Mainstage und Red Stage als Zweitbühne), auf der musikalische Größen wie Queens of the Stone Age, The Sisters of Mercy und die Berliner Dancehall-Gruppe Seeed als Headliner auftraten. Auf der Blue Stage traten als Headliner Metallica, Placebo und Guns n’ Roses auf. Als die ersten von insgesamt 45 Bands wurden Ende Dezember die Sportfreunde Stiller, Julia, Lagwagon, Subway to Sally, Bullet for My Valentine und Billy Talent bestätigt.
Ein geplanter Auftritt von Korn entfiel aus terminlichen Gründen. Die Veranstalter des Nova Rock veranstalteten daher das Minifestival „Nova Rock Encore“ in der Wiener Stadthalle, auf dem neben Korn auch die Deftones, DevilDriver und Soulfly aufspielen sollten. Jedoch wurde der Auftritt Korns, sowie deren ganze restliche Europatournee abermals aufgrund einer kurzfristigen Erkrankung von Jonathan Davis, die ihm schon beim Rock-am-Ring-Festival Probleme bereitet hatte, abgesagt. Das Festival fand trotzdem statt, wobei nun die Deftones als Headliner fungierten und DevilDriver und Emil Bulls als Ersatz für Korn dienten.
Mit über 150.000 Besuchern an den drei Tagen war das Festival sehr stark besucht. Damit wurde Nova Rock 2006 zur größten Rockmusikveranstaltung, die in Österreich bis zu diesem Zeitpunkt stattgefunden hatte. Viele Besucher kamen auch aus dem Ausland. Im Gegensatz zum Vorjahr machte in diesem Jahr statt des Unwetters den meisten Besuchern die andauernde Hitze von über 30 °C zu schaffen, was zu Kreislauf- und Hitzekollapsen führte. Die Sanitäter am Gelände versorgten insgesamt über 2.000 Besucher.
Durch den Ansturm der Festivalbesucher gab es bereits am Mittwoch große Verkehrsprobleme auf Autobahnen und Bundesstraßen im Umkreis von Nickelsdorf. Unzählige Besucher mussten Wartezeiten von mehreren Stunden in Kauf nehmen. Neben dem Musikprogramm gab es noch weitere Neuerungen wie einen Grillplatz, ein orientalisches Zelt und einen Campingplatz für Rollstuhlfahrer. Auch die zu dieser Zeit stattfindende Fußball-Weltmeisterschaft 2006 wurde auf Leinwänden live übertragen.
| Hauptbühne              |                |                 |
| 9. Juni                 | 10. Juni       | 11. Juni        |
| Metallica               | Placebo        | Guns n’ Roses   |
| Motörhead               | Massive Attack | Tool            |
| Alice in Chains         | Live           | Bloodhound Gang |
| Alter Bridge            | Starsailor     | Oomph!          |
| Avenged Sevenfold       | The Datsuns    | Apocalyptica    |
| Stone Sour              | The Sounds     | Opeth           |
| Bullet for My Valentine | Billy Talent   | Die Krupps      |
| Trivium                 | The Answer     | Sebastian Bach  |
| Bloodsimple             | Tyler          | JCSHG           |
| Unheilig                |                |                 |

## 2007
2007 gab es einige organisatorische Verbesserungen, wie zum Beispiel ein neues Verkehrskonzept und adäquate sanitäre Einrichtungen. Weiters wurde die Red Stage erstmals mit zwei Videowalls ausgestattet. Im Laufe der letzten Vorverkaufswoche wurde das Novarock 2007 ausverkauft. An allen drei Tagen kamen ca. 160.000 Leute und übertrafen so das Nova Rock '06. Von den Fans bedauert wurde, dass My Chemical Romance nicht wie angekündigt am 17. Juni 2007 auf der Blue-Stage spielten, sondern zu dieser Zeit im Londoner Wembley-Stadion auftraten.
| Blue Stage                    |                    |                 |
| 15. Juni                      | 16. Juni           | 17. Juni        |
| The Smashing Pumpkins         | Pearl Jam          | The Killers     |
| Incubus                       | Linkin Park        | Mando Diao      |
| The Hives                     | 30 Seconds to Mars | Flogging Molly  |
| Me First and the Gimme Gimmes | Bright Eyes        | Less Than Jake  |
| Editors                       | Frank Black        | H-Blockx        |
| IAMX                          | Sunrise Avenue     | Donots          |
| Fotos                         | Hinder             | Sarah Bettens   |
| Johnossi                      | Hayseed Dixie      | The Dykeenies   |
| Under the Influence of Giants | Across the Delta   | Excuse Me Moses |

| Red Stage          |                |                   |
| 15. Juni           | 16. Juni       | 17. Juni          |
| Billy Talent       | Marilyn Manson | Slayer            |
| In Extremo         | In Flames      | Within Temptation |
| Machine Head       | Stone Sour     | Children of Bodom |
| Papa Roach         | Lordi          | Drowning Pool     |
| Reel Big Fish      | Helmet (Band)  | Clawfinger        |
| Mastodon           | Ill Niño       | Chimaira          |
| Bosshoss           | Isis           | Aiden             |
| Hardcore Superstar | Negative       | The Staggers      |
| In This Moment     | Devildriver    | Spout             |

## 2008
Von 13. bis 15. Juni 2008 fand das Festival wieder in Nickelsdorf statt. Aufgrund der gleichzeitig stattfindenden Fußball-Europameisterschaft 2008 gab es bis zum Festivalbeginn noch Karten, schlussendlich war es aber doch ausverkauft. Das Gelände wurde im Vergleich zum Vorjahr um sechs Hektar vergrößert. Ebenfalls wurde eine sogenannte „Euro-Arena“ errichtet, die es den Zuschauern ermöglichte, die Fußballspiele der EM live anzusehen. Die Kapazität der „Euro-Arena“ umfasste ca. 8000 Menschen.
| Blue Stage      |                |                          |
| 13. Juni        | 14. Juni       | 15. Juni                 |
| Die Ärzte       | The Verve      | Rage Against the Machine |
| NOFX            | Beatsteaks     | Incubus                  |
| MIA.            | Gavin Rossdale | Kid Rock                 |
| Ash             | New Model Army | Rise Against             |
| Alkbottle       | Calico Soul    | Anti-Flag                |
| Hundred Reasons | The Godfathers | The Weakerthans          |
| Donots          | Mêlée          | Guadalajara              |
| Panteon Rococo  | Sunshine       | Jaguar Love              |
| ZOX             | Die Mannequin  | Vanilla Sky              |

| Red Stage           |                   |                         |
| 13. Juni            | 14. Juni          | 15. Juni                |
| Sex Pistols         | Motörhead         | Judas Priest            |
| Cavalera Conspiracy | In Flames         | Bullet for My Valentine |
| Jonathan Davis      | Bad Religion      | Disturbed               |
| Porcupine Tree      | Subway to Sally   | Alter Bridge            |
| Airbourne           | Opeth             | Enter Shikari           |
| Rose Tattoo         | Sonic Syndicate   | Skindred                |
| Volbeat             | Alpha Galates     | Black Tide              |
| From First to Last  | Kill Hannah       | TBA                     |
| The Sorrow          | Fire in the Attic | Spout                   |

## 2009

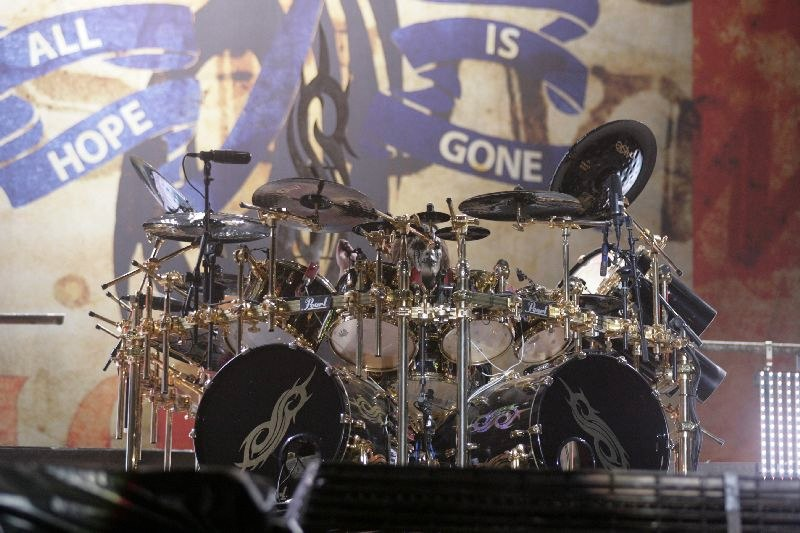
Joey Jordison (Slipknot) hinter seinem Schlagzeug

Vom 19. bis 21. Juni 2009 fand das Festival wieder in Nickelsdorf statt. Mit einer Breite von 56, einer Höhe von 16 und einer Tiefe von 25 Metern wurde die größte Festivalbühne Europas geboten.
Aufgetreten sind:
| Blue Stage         |                         |                       |
| 19. Juni           | 20. Juni                | 21. Juni              |
| Metallica          | Placebo                 | Die Toten Hosen       |
| Slipknot           | Kaiser Chiefs           | Limp Bizkit           |
| Mastodon           | Chris Cornell           | Guano Apes            |
| Disturbed          | Staind                  | Madsen                |
| Black Stone Cherry | Dredg                   | Less Than Jake        |
| Caliban            | Lacuna Coil             | Duff McKagan's Loaded |
| Sonic Syndicate    | Expatriate              | 3 Feet Smaller        |
| Drumatical Theatre | The Durango Riot        | Kilians               |
| Xenesthis          | No Head on My Shoulders | Zeronic               |

| Red Stage           |                   |                              |
| 19. Juni            | 20. Juni          | 21. Juni                     |
| Nine Inch Nails     | In Extremo        | Machine Head                 |
| Faith No More       | Chickenfoot       | Dimmu Borgir                 |
| Gogol Bordello      | Killswitch Engage | Trivium                      |
| Sunrise Avenue      | Monster Magnet    | Static-X                     |
| The Gaslight Anthem | All That Remains  | Sevendust                    |
| The Living End      | Dir En Grey       | Bring Me the Horizon         |
| Julia               | Atrocity          | August Burns Red             |
| The Temper Trap     | Eisbrecher        | And So I Watch You from Afar |
| Rolo Tomassi        | Centao            | Kontrust                     |

## 2010

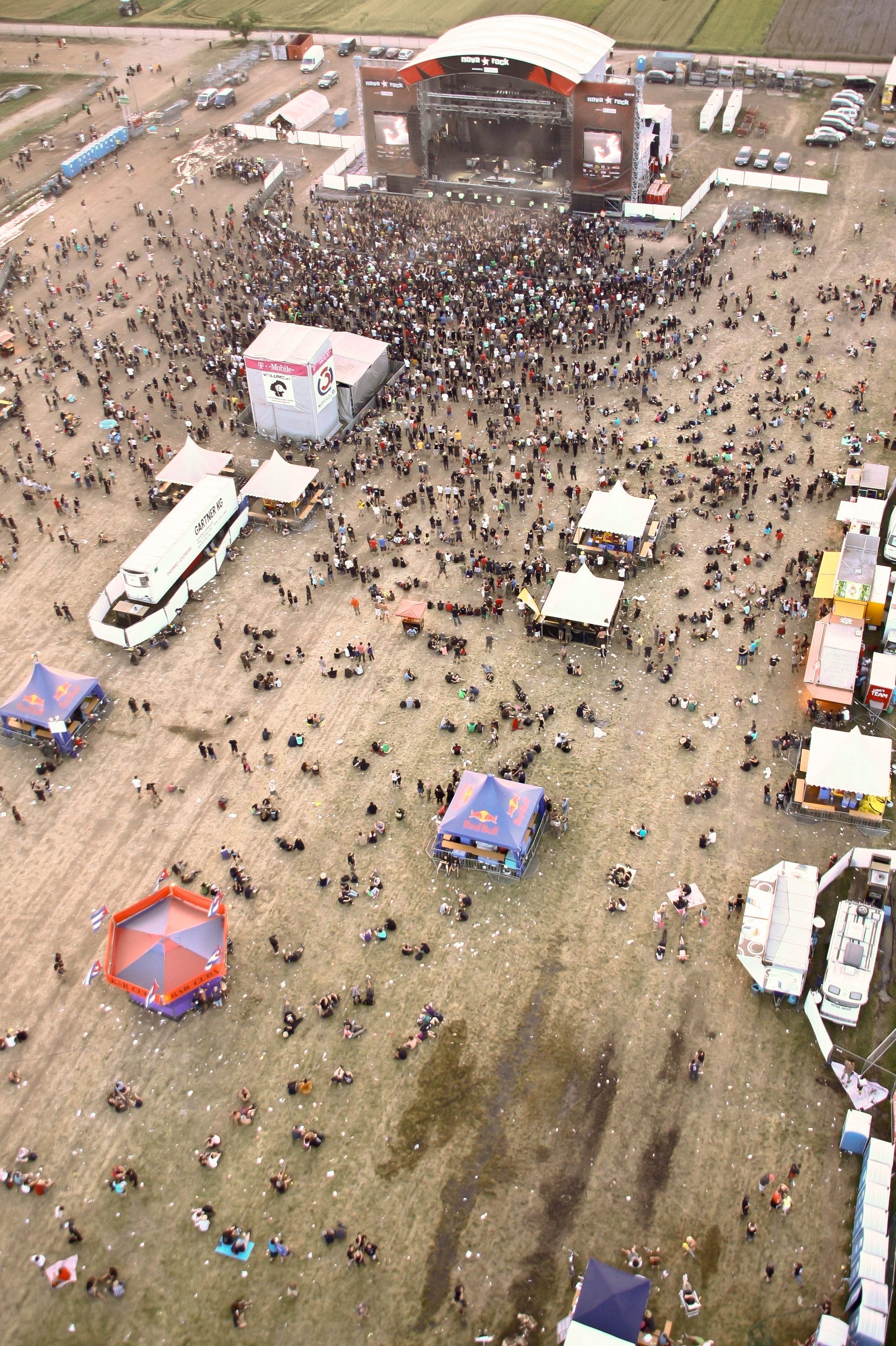
Novarock 2010

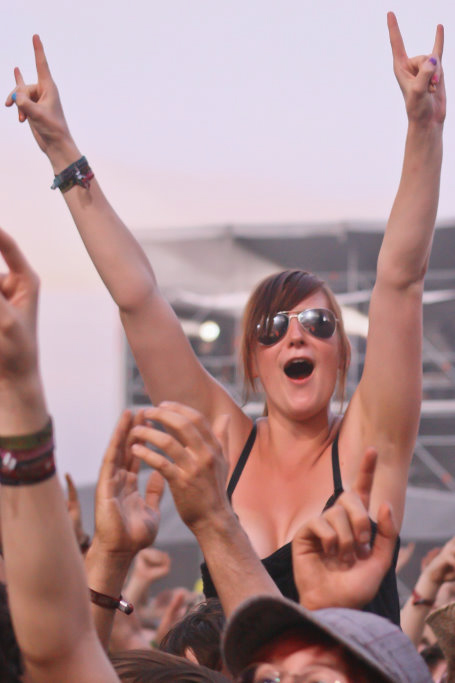
Novarock 2010

Vom 11. bis 13. Juni 2010 fand das Festival in Nickelsdorf auf den Pannonia Fields II statt. Ende Januar 2010 sagte die Band Gossip ab, obwohl ihr Auftritt bereits zuvor längere Zeit angekündigt wurde und auch auf der offiziellen Homepage von Nova Rock als Act aufgelistet war. Anfang Mai sagte die Band Heaven and Hell ab, weil der Sänger Ronnie James Dio aus gesundheitlichen Gründen nicht auftreten konnte. Am 16. Mai 2010 erlag er seinem Krebsleiden. Anfang Juni sagten Sum 41 ihren Auftritt ab, da Steve Jocz, der Drummer der Band, kurz davor einen Unfall hatte und bis zum Nova Rock nicht fit werden konnte. Gleichzeitig mit Sum 41 meldeten sich Wolfmother vom Festival ab, da aus gesundheitlichen Gründen der Auftritt unmöglich war. Als Ersatz traten The Bosshoss auf.
| Blue Stage            |                  |                 |
| 11. Juni              | 12. Juni         | 13. Juni        |
| Rammstein             | Green Day        | Beatsteaks      |
| Stone Temple Pilots   | Joan Jett        | The Prodigy     |
| Ska-P                 | The Hives        | The Bosshoss    |
| Stone Sour            | Enter Shikari    | Alice in Chains |
| Slash                 | Danko Jones      | Bela B          |
| Subway to Sally       | Zebrahead        | Alkbottle       |
| Airbourne             | The Sorrow       | The Get Up Kids |
| Hellyeah              | Red Lights Flash | Datarock        |
| Dillinger Escape Plan |                  | The Gogets      |

| Red Stage            |                   |                              |
| 11. Juni             | 12. Juni          | 13. Juni                     |
| Deichkind            | Slayer            | Bullet for My Valentine      |
| Sportfreunde Stiller | Hatebreed         | Killswitch Engage            |
| Kate Nash            | Amon Amarth       | Deftones                     |
| Bauchklang           | Heaven Shall Burn | As I Lay Dying               |
| Hot Water Music      | Skindred          | Unearth                      |
| Russkaja             | Bleeding Through  | 36 Crazyfists                |
| Saint Lu             | Negative          | A Day to Remember            |
| Guadalajara          | From Dawn to Fall | Job for a Cowboy             |
| Calibro 35           | Cynic             | Creature with the Atom Brain |

## 2011
2011 fand das Festival vom 11. bis 13. Juni in Nickelsdorf statt. Bereits eine Woche zuvor waren alle 160.000 Karten ausverkauft. Besonders das heiße und trockene Wetter am ersten Festivaltag machte vielen Besuchern zu schaffen und verwandelte die „Pannonia Fields II“ wie bereits im Vorjahr in eine staubige Wüste.
Insgesamt gab es fünf Bühnen: Blue Stage, Red Stage (erstmals gleichwertig mit der Blue Stage), „Abschalten Jetzt“ Stage, Jack Daniels Stage und den Red Bull-Brandwagen. Headliner waren Iron Maiden, System of a Down, Linkin Park und Volbeat.
| Blue Stage         |                     |                         |
| 11. Juni           | 12. Juni            | 13. Juni                |
|                    |                     | Otto & die Friesenjungs |
| Linkin Park        | Volbeat             | Iron Maiden             |
| 30 Seconds to Mars | Korn                | Motörhead               |
| Wolfmother         | Danzig              | In Flames               |
| Guano Apes         | Cavalera Conspiracy | Bring Me the Horizon    |
| Dredg              | Times of Grace      | Escape the Fate         |
| Plain White T’s    | Black Stone Cherry  | Architects              |
| Silverstein        | Clutch              | Neaera                  |
| Framing Hanley     | Asking Alexandria   | Architects              |
| Centao             | Blood Command       | Seek & Destroy          |

| Red Stage      |                       |                     |
| 11. Juni       | 12. Juni              | 13. Juni            |
| The Darkness   | Flogging Molly        | System of a Down    |
| In Extremo     | 3 Doors Down          | Social Distortion   |
| Hammerfall     | Sublime with Rome     | Pendulum            |
| Sick of It All | Duff McKagan's Loaded | Alter Bridge        |
| Eisbrecher     | Broilers              | The Sounds          |
| Pain           | Katzenjammer          | Boysetsfire         |
| First Blood    | Jennifer Rostock      | The Pretty Reckless |
| Turisas        | Blood Red Shoes       | Yashin              |
| Knorkator      | Kellermensch          | Adept               |

| Abschalten Jetzt! Stage |                                  |                   |
| 11. Juni                | 12. Juni                         | 13. Juni          |
| Knorkator               | Itchy Poopzkid                   | Ghost             |
| BOON                    | Sado Maso Guitar Club            | Los Deepest       |
| Slite                   | The Beth Edges                   | Rooga             |
| TuXedoo                 | Black Box Radio                  | Empty Flags       |
| EARased                 | Kin                              | Cube              |
| 5 Days Before           | Nakedaudience                    | Faster than Sound |
| Anthem for Maverick     | Para.Dogs                        | Punked!           |
|                         | I und de Gitarre von meiner Mama |                   |

## 2012
Das Nova Rock-Festival 2012 fand vom 8. bis 10. Juni wieder auf den Pannonia Fields II statt. Im Gegensatz zu den Vorjahren war das Festival diesmal von schlechterem Wetter bestimmt. Wegen eines Gewitters am Freitag sagten Marilyn Manson und Within Temptation ab. Rise Against durfte mit einer Stunde Verspätung ein stark verkürztes Set spielen, darauf folgten Linkin Park ebenfalls mit einem kürzeren Set. Wie auch 2008 gab es wieder eine EM-Area, wo man die Spiele der EURO 2012 anschauen konnte. Das nicht ausverkaufte Festival – laut Veranstalter wurde der Ausverkauf um 1500 Karten verpasst – wurde von einem Todesfall eines 24-jährigen Mannes am Freitag überschattet. Er litt an einem Herzfehler.
| Blue Stage          |                                 |                |
| 8. Juni             | 9. Juni                         | 10. Juni       |
| Linkin Park         | Die Toten Hosen                 | Metallica      |
| Rise Against        | Billy Talent                    | Nightwish      |
| The Offspring       | Cypress Hill                    | Slayer         |
| The Baseballs       | Kasabian                        | Mastodon       |
| The Gaslight Anthem | Everlast                        | Oomph!         |
| Lagwagon            | Eisbrecher                      | Trivium        |
| The Answer          | Puddle of Mudd                  | As I Lay Dying |
| Royal Republic      | Livingston                      | Gojira         |
| Gun                 | We Butter the Bread with Butter | Devin Townsend |
|                     |                                 | The Computers  |

| Red Stage         |                  |              |
| 8. Juni           | 9. Juni          | 10. Juni     |
| Marilyn Manson    | Limp Bizkit      | Evanescence  |
| Within Temptation | Machine Head     | The BossHoss |
| Refused           | Dimmu Borgir     | Corey Taylor |
| Lamb of God       | Opeth            | Mad Caddies  |
| Killswitch Engage | Schandmaul       | Turbonegro   |
| Steel Panther     | Hatebreed        | Russkaja     |
| August Burns Red  | Biohazard        | Awolnation   |
| DevilDriver       | Triggerfinger    | Cancer Bats  |
| Shinedown         | While She Sleeps | AxeWound     |
| .sPout            |                  |              |

| Abschalten Jetzt! Stage |                        |                    |
| 8. Juni                 | 9. Juni                | 10. Juni           |
| The Sorrow              | Pulled Apart by Horses | Hardcore Superstar |
| Die Vamummtn            | Guadalajara            | Roterfeld          |
| Hoffmaestro             | Kobra and the Lotus    | Mambo Kurt         |
| All Mankind             | Dear Superstar         | Stereoface         |
| Lightworker’t           | Visions of Atlantis    | TBA                |
| Sympathy for Nothing    | TuXedoo                | Harmanic           |
| Upon a Red Sky          | Sensylis               | Raped Banana       |

## 2013

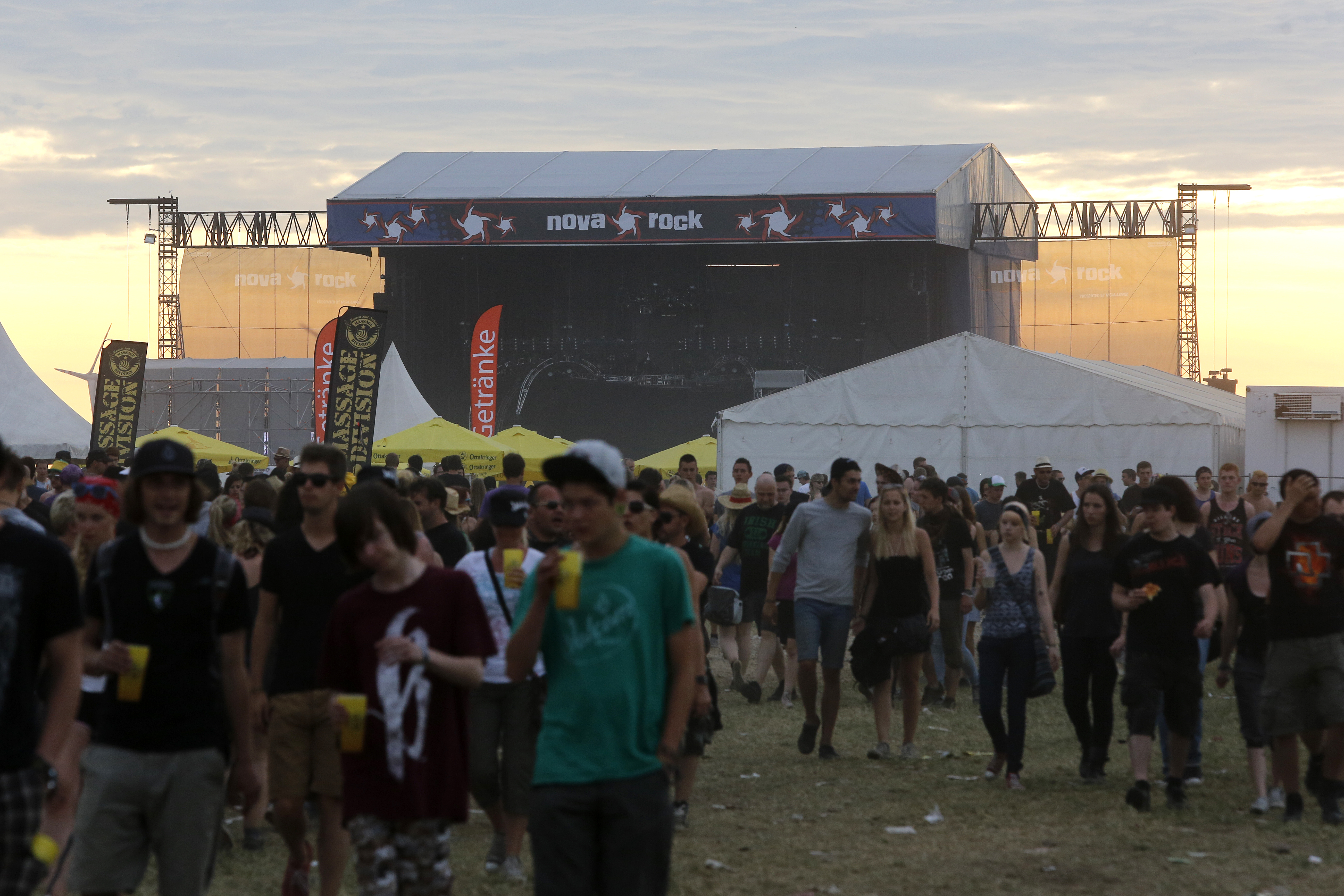
Die Blue Stage beim Nova-Rock 2013

Das Nova Rock 2013 fand vom 14. Juni bis 16. Juni statt. Laut den Veranstaltern war das Festival mit 150.000 Besuchern etwas schlechter besucht als die vorjährige Veranstaltung.
| Blue Stage              |                 |                      |
| 14. Juni                | 15. Juni        | 16. Juni             |
| Rammstein               | Kiss            | Kings of Leon        |
| Airbourne               | HIM             | Sportfreunde Stiller |
| Sabaton                 | Amon Amarth     | Biffy Clyro          |
| Five Finger Death Punch | Parkway Drive   | Paramore             |
| Kreator                 | DragonForce     | Coheed and Cambria   |
| Testament               | Cradle of Filth | Steven Wilson        |
| Hellyeah                | Amaranthe       | Passenger            |
| Heaven’s Basement       | The 69 Eyes     | Johnossi             |
|                         |                 | Fidlar               |

| Red Stage          |               |                         |
| 14. Juni           | 15. Juni      | 16. Juni                |
| 30 Seconds to Mars | Hans Söllner  | Volbeat                 |
| Within Temptation  | Deichkind     | Korn                    |
| A Day to Remember  | Gentleman     | Bullet for My Valentine |
| Anti-Flag          | Stereophonics | Papa Roach              |
| Coal Chamber       | Bauchklang    | Asking Alexandria       |
| P.O.D.             | IAMX          | Dir en grey             |
| Gallows            | Bosse         | Caliban                 |
| The Ghost Inside   | Ohrbooten     | The Sword               |
|                    | The Bots      |                         |

| Red Bull Brandwagen Stage |                   |                   |
| 14. Juni                  | 15. Juni          | 16. Juni          |
| Marrok                    | Alkbottle         | Emil Bulls        |
| Kitty in a Casket         | Saint Lu          | Defrage           |
| Loxodrome                 | All Faces Down    | Devastating Enemy |
| Niie                      | A Moment Forever  | Give Em Blood     |
| Leons Massacre            | Killerpilze       | Upon a Red Sky    |
| Dreaded Downfall          | Before the Murder | Sensilys          |

## 2014

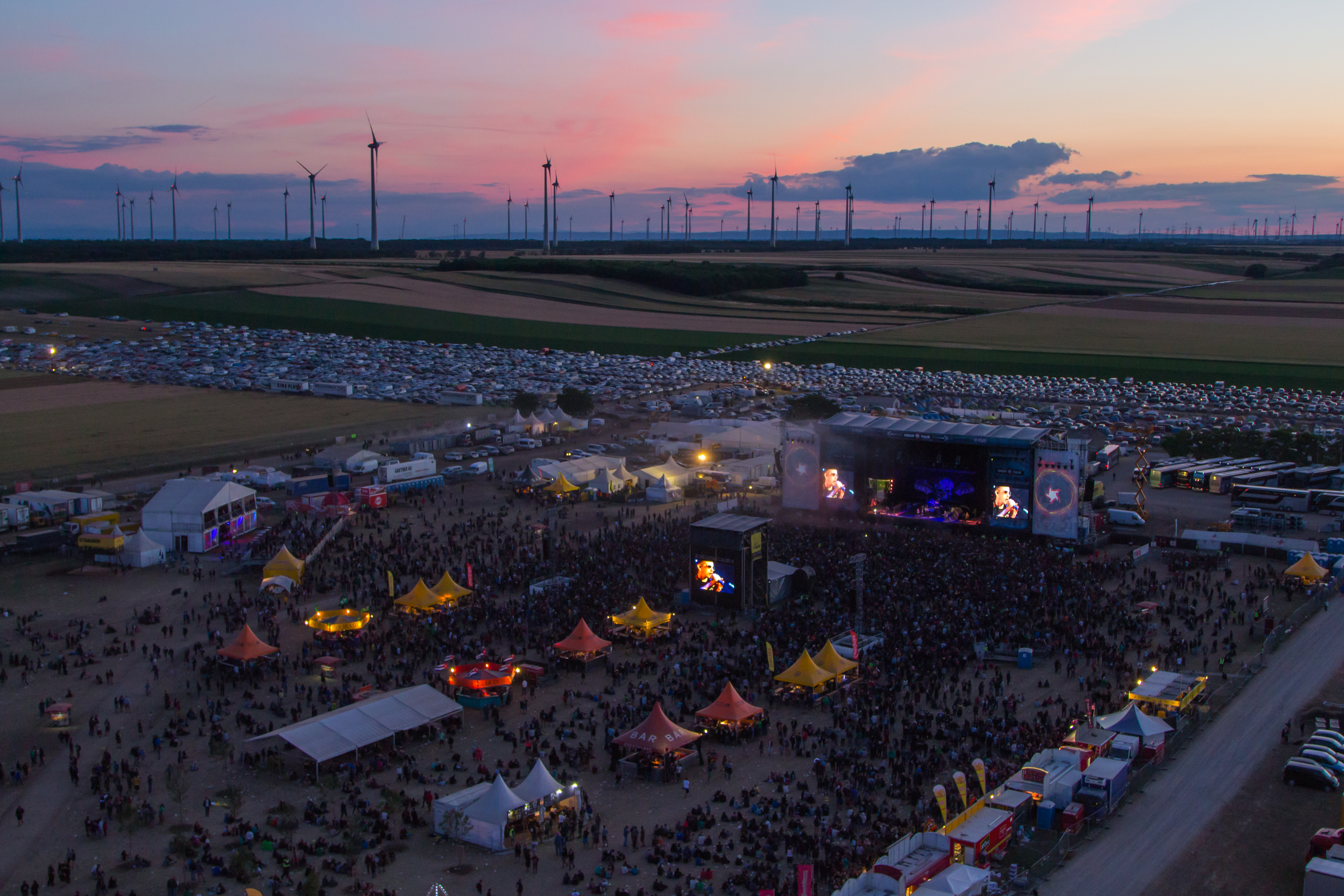
Blue Stage beim Nova-Rock 2014

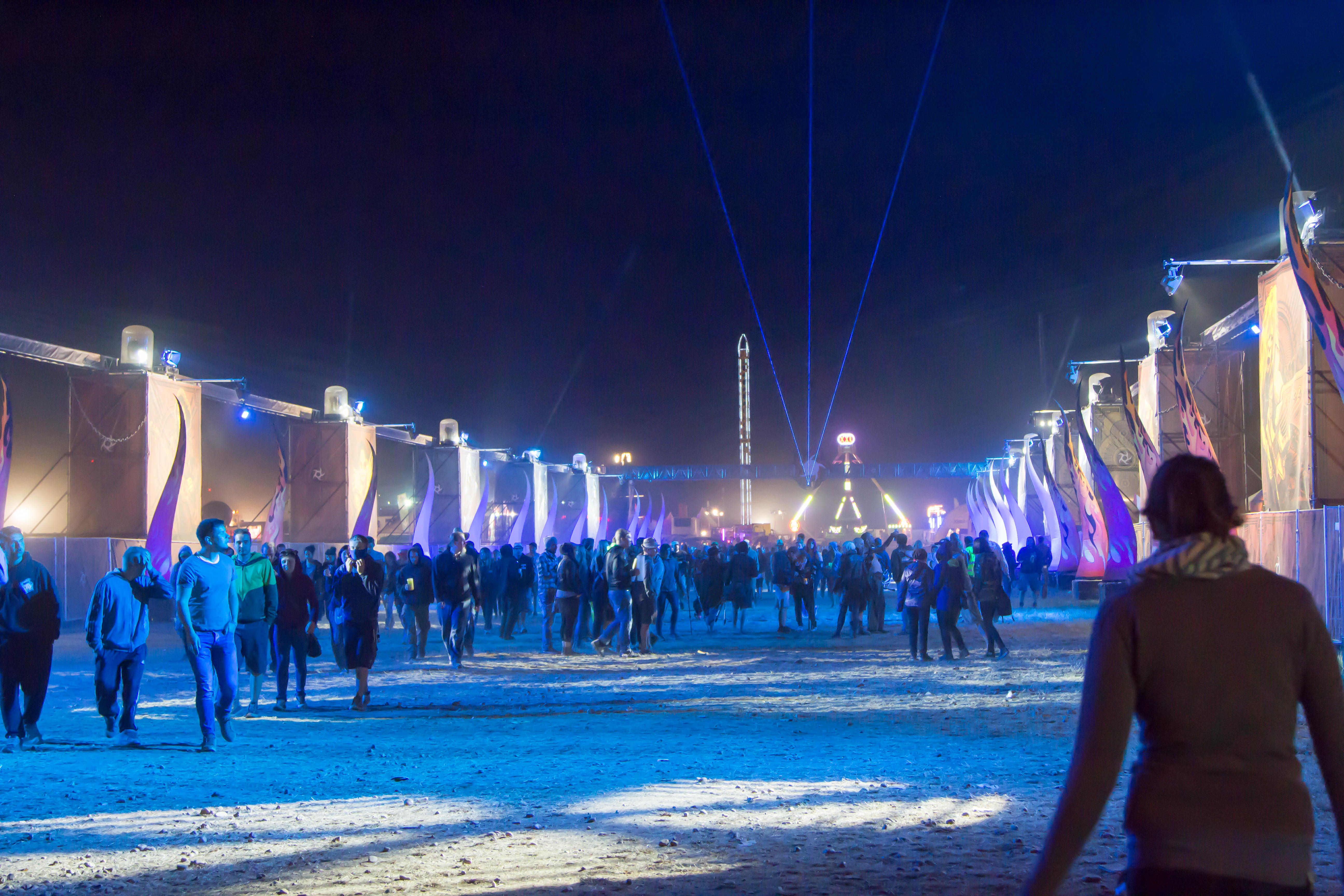
Highway to Hell 2014

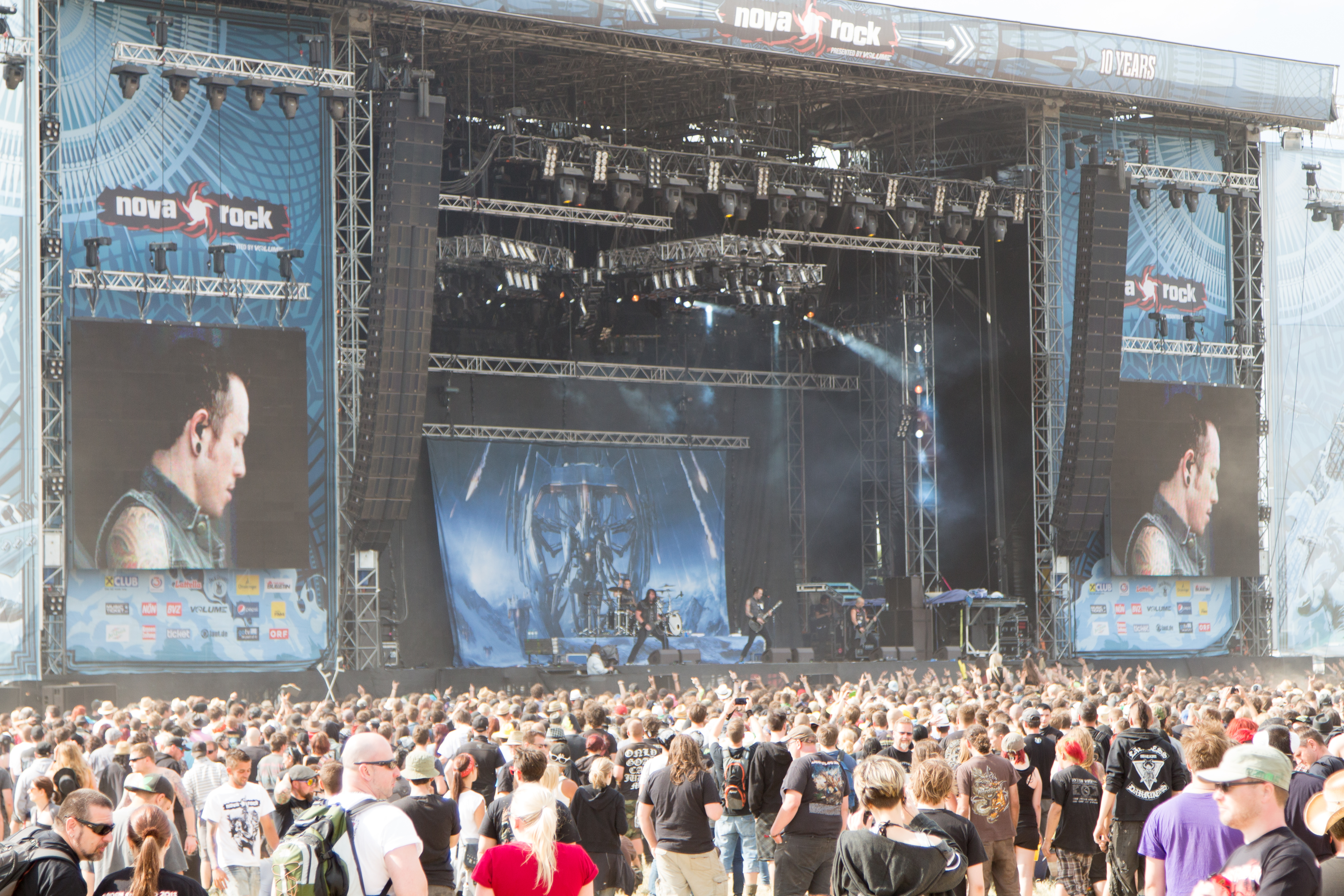
Trivium auf der Blue Stage

Das Nova Rock 2014 fand vom 13. Juni bis 15. Juni 2014 mit insgesamt 150.000 Besuchern statt. Der Veranstalter berichtete vom bis jetzt friedlichsten Nova Rock, bis Sonntagnachmittag mussten 2076 Personen von Sanitätern und Notärzten versorgt werden, 74 Personen wurden ins Spital gebracht. Megadeth sagte kurzfristig wegen des Todes des Bruders vom Bassist Dave Ellefson ab. An ihrer Stelle spielte Hatebreed.
| Blue Stage     |                               |                     |
| 13. Juni       | 14. Juni                      | 15. Juni            |
| The Prodigy    | David Hasselhoff              | Black Sabbath       |
| Limp Bizkit    | Iron Maiden                   | Avenged Sevenfold   |
| Casper         | Amon Amarth                   | Rob Zombie          |
| Seether        | Anthrax                       | Hatebreed           |
| Irie Révoltés  | Trivium                       | Black Label Society |
| The Used       | Ghost                         | Walking Papers      |
| Crazy Town     | Epica                         | Arch Enemy          |
| Panteón Rococó | Emergency Gate feat. Haddaway | Miss May I          |

| Red Stage                   |                  |                              |
| 13. Juni                    | 14. Juni         | 15. Juni                     |
| Volbeat                     | Seeed            | Soundgarden                  |
| Slayer                      | Mando Diao       | The Offspring                |
| Steel Panther               | Sunrise Avenue   | Fettes Brot                  |
| Black Stone Cherry          | Awolnation       | Dropkick Murphys             |
| Phil Anselmo                | Mono & Nikitaman | Bad Religion                 |
| Sepultura                   | Samy Deluxe      | Ed Kowalczyk                 |
| Bring Me the Horizon        | K.I.Z            | Karnivool                    |
| Buckcherry                  | My First Band    | Uncle Acid and the Deadbeats |
| Wendi’s böhmische Blasmusik |                  |                              |

| Red Bull Brandwagen Stage |                      |                    |
| 13. Juni                  | 14. Juni             | 15. Juni           |
| Skillet                   | The Badpiper         | Crowbar            |
| Memphis May Fire          | Blitz Kids           | Kaiser Franz Josef |
| Gerard                    | The Graveltones      | Battlecross        |
| Reignwolf                 | Stu Larsen           | Huntress           |
| Birth of Joy              | Brute                | Powerman 5000      |
| Sharron Levy              | TuXedoo              | Against Our Burial |
| Silent Grey               | Cursed by the Fallen | Dreaded Downfall   |

## 2015
Das Nova Rock 2015 fand vom 12. Juni bis 14. Juni 2015 statt. Das Gelände wurde angepasst. Blue Stage und Red Stage stehen zum ersten Mal nebeneinander und der Fußweg verkürzt sich dadurch enorm. In diesem Jahr gibt es auch zum ersten Mal das „Green Camping“.
| Blue Stage    |                        |                         |
| 12. Juni      | 13. Juni               | 14. Juni                |
| Scooter       | Wolfgang Ambros        | Slipknot                |
| Mötley Crüe   | Die Toten Hosen        | Motörhead               |
| Lamb of God   | Die Fantastischen Vier | Five Finger Death Punch |
| Mastodon      | Kraftklub              | Hollywood Undead        |
| Parkway Drive | Rea Garvey             | All That Remains        |
| Godsmack      | Frank Turner           | Eluveitie               |
| Life of Agony | L7                     | Powerwolf               |
| Deathstars    | Blues Pills            | Beyond the Black        |
| Vinegar Hill  | Turbobier              |                         |

| Red Stage              |                   |                             |
| 12. Juni               | 13. Juni          | 14. Juni                    |
| Beatsteaks             | Nightwish         | Deichkind                   |
| Rise Against           | In Flames         | Farin Urlaub Racing Team    |
| Eagles of Death Metal  | Papa Roach        | The Gaslight Anthem         |
| Guano Apes             | In Extremo        | Madsen                      |
| Yellowcard             | Epica             | Jennifer Rostock            |
| All Time Low           | Asking Alexandria | Fiva                        |
| Backyard Babies        | Callejon          | Moop Mama                   |
| Feine Sahne Fischfilet | The Answer        | Alkbottle                   |
| Mother’s Cake          |                   | Wendi’s böhmische Blasmusik |

| Red Bull Brandwagen Stage |                 |                   |
| 12. Juni                  | 13. Juni        | 14. Juni          |
| Lagwagon                  | Sólstafir       | Orchid            |
| Mambo Kurt                | Rakede          | Northlane         |
| Code Orange               | Heisskalt       | Antilopen Gang    |
| Friska Viljor             | Betontod        | All Faces Down    |
| Drescher                  | Milk+           | Silius (Band)     |
| Companion                 | Lost in Despair | Pann Bay Bastards |
| Nolunta’s                 | Matt Valentine  | Empty Flags       |

## 2016
Das Nova Rock 2016 fand vom 9. Juni bis 12. Juni 2016 statt. Mit ca. 180.000 Besuchern an allen vier Tagen zusammen, war es das am besten besuchte Nova Rock Festival bis zu diesem Zeitpunkt.

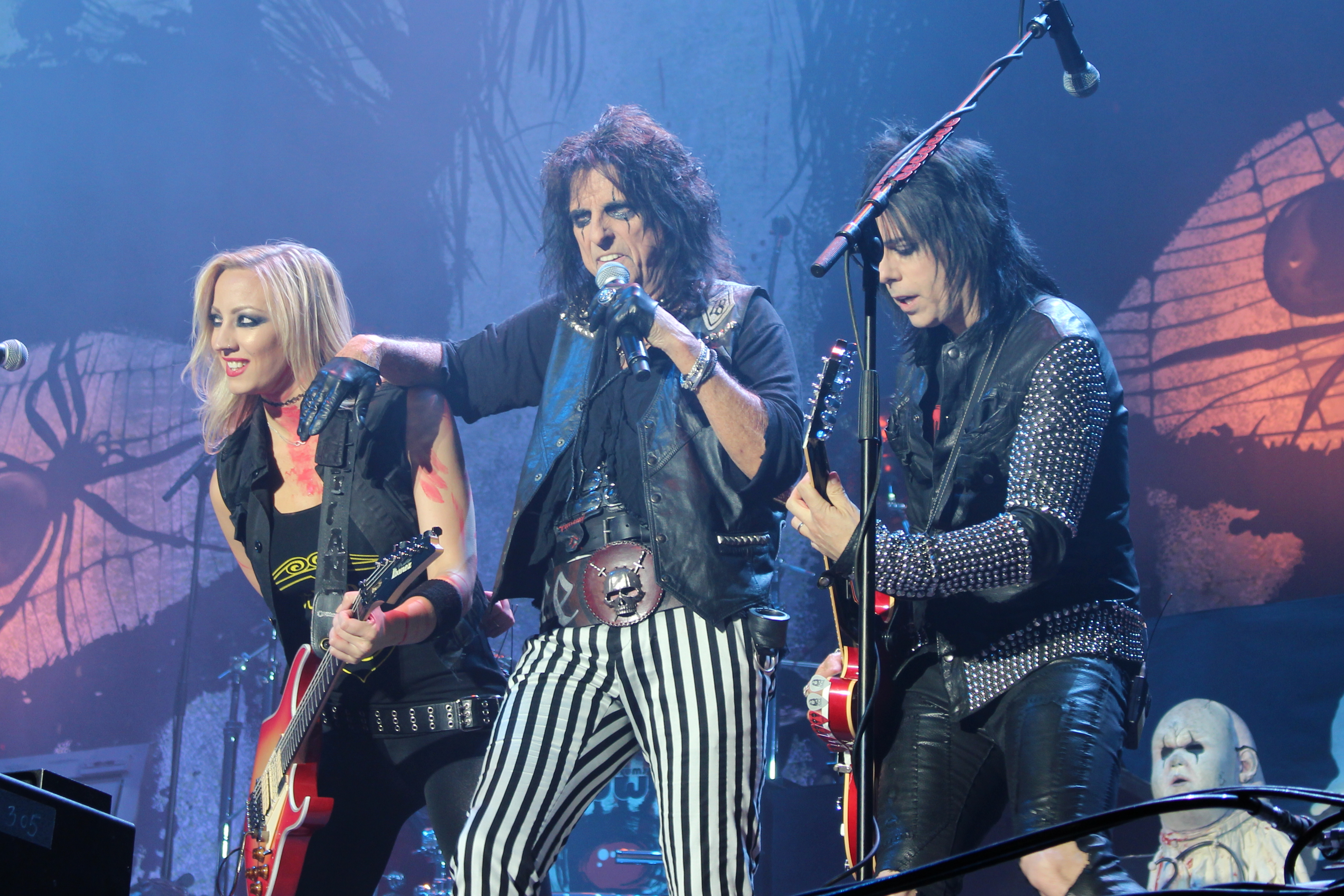
Alice Cooper am Nova Rock 2016

| Blue Stage        |                 |                  |                       |
| 9. Juni           | 10. Juni        | 11. Juni         | 12. Juni              |
| Korn              | EAV             | Volbeat          | Red Hot Chili Peppers |
| Billy Talent      | Wanda           | Alice Cooper     | Deftones              |
| Amon Amarth       | The Offspring   | Dropkick Murphys | K.I.Z                 |
| Puscifer          | Garbage         | August Burns Red | NOFX                  |
| Breaking Benjamin | Editors         | Caliban          | Mono & Nikitaman      |
| Skillet           | LaBrassBanda    | Periphery        | Gary Clark junior     |
| A Caustic Fate    | Vintage Trouble | Slaves           | Graham Candy          |
|                   | White Miles     | Attila           | Cannonball Ride       |
|                   | Bones           |                  |                       |

| Red Stage                             |                    |                             |
| 10. Juni                              | 11. Juni           | 12. Juni                    |
| Disturbed                             | Austrofred         | Twisted Sister              |
| Bullet for My Valentine               | Cypress Hill       | Heaven Shall Burn           |
| Trivium                               | Seiler und Speer   | Killswitch Engage           |
| Children of Bodom                     | Alligatoah         | Behemoth                    |
| Skindred                              | Steve ’n’ Seagulls | We Came as Romans           |
| Atreyu                                | Tom Odell          | The Amity Affliction        |
| Tesseract                             | Zebrahead          | Drescher                    |
| Bloodsucking Zombies from Outer Space | Krautschädl        | Dragony                     |
|                                       | Viech              | Wendi’s böhmische Blasmusik |

| Red Bull Brandwagen Stage       |              |                                  |
| 10. Juni                        | 11. Juni     | 12. Juni                         |
| Deez Nuts                       | Chakuza      | Beartooth                        |
| New Years Day                   | Romano       | Noah Kin                         |
| Frank Carter & The Rattlesnakes | Max Raptor   | Jesper Munk                      |
| Marcus Smaller                  | Bombus       | Lian                             |
| The Wanton Bishops              | Black Inhale | Skolka                           |
| This Amity                      | FAMP         | Cannonball Ride                  |
| Please Madame                   | M.P.         | James Choice & The Bad Decisions |

## 2017
Das Nova Rock 2017 fand vom 14. Juni bis 17. Juni 2017 statt.
| Blue Stage              |                               |                      |                        |
| 14. Juni                | 15. Juni                      | 16. Juni             | 17. Juni               |
| Fatboy Slim             | Blink-182                     | System of a Down     | Green Day              |
| Linkin Park             | Pendulum                      | Prophets of Rage     | Rancid                 |
| Five Finger Death Punch | Good Charlotte                | Kreator              | Broilers               |
| Steel Panther           | Alter Bridge                  | Of Mice & Men        | Simple Plan            |
| Airbourne               | Me First and the Gimme Gimmes | Pierce the Veil      | Machine Gun Kelly      |
| La Pegatina             | Danko Jones                   | Sleeping with Sirens | Rag ’n’ Bone Man       |
| Like a Storm            | Suicidal Tendencies           | Four Year Strong     | Feine Sahne Fischfilet |
|                         | Shame                         | Code Orange          | Dead!                  |

| Red Stage                 |                   |                             |
| 15. Juni                  | 16. Juni          | 17. Juni                    |
| Slayer                    | Beginner          | David Hasselhoff            |
| In Flames                 | Knife Party       | Sabaton                     |
| A Day to Remember         | 187 Strassenbande | Hatebreed                   |
| Mastodon                  | SSIO              | Epica                       |
| Gojira                    | DAWA              | Black Star Riders           |
| Architects                | Jamaram           | Suicide Silence             |
| The Dillinger Escape Plan | Alex Vargas       | Eskimo Callboy              |
| Devildriver               | Tschebberwooky    | Black Inhale                |
| Avatar                    |                   | Wendi’s böhmische Blasmusik |

| Red Bull Brandwagen Stage |                |                        |
| 15. Juni                  | 16. Juni       | 17. Juni               |
| Stray from the Path       | Callejon       | Emil Bulls             |
| Touché Amoré              | Moose Blood    | Hacktivist             |
| Alazka                    | All Faces Down | To the Rats and Wolves |
| Kaiser Franz Josef        | As Lions       | MC Bomber              |
| The Raven Age             | View           | Mallory Knox           |
| Red Sun Rising            | Freiraum 5     | Ahzumjot               |
| Me + Marie                | Voting Act     | The Overalls           |

## 2018
Das Nova Rock 2018 fand vom 14. Juni bis 17. Juni 2018 statt. Die Toten Hosen sagten nach einem Hörsturz von Sänger Campino ihren Auftritt ab. Als Headliner rückte Marilyn Manson auf die Blue Stage nach.
| Blue Stage                 |                     |                         |                   |
| 14. Juni                   | 15. Juni            | 16. Juni                | 17. Juni          |
| Die Toten Hosen (abgesagt) | Avenged Sevenfold   | Volbeat                 | Iron Maiden       |
| Seiler und Speer           | Rise Against        | Limp Bizkit             | Killswitch Engage |
| Kraftklub                  | Jonathan Davis      | Bullet for My Valentine | The Raven Age     |
| Stone Sour                 | Arch Enemy          | Body Count feat. Ice-T  |                   |
| Hollywood Undead           | Life of Agony       | Baroness                |                   |
| Dead Cross                 | Eisbrecher          | Turbobier               |                   |
| Black Stone Cherry         | Nothing but Thieves | Stick to Your Guns      |                   |
| All Them Witches           | Beast in Black      | Lionheart               |                   |

| Red Stage         |              |                                    |                             |
| 14. Juni          | 15. Juni     | 16. Juni                           | 17. Juni                    |
| Marilyn Manson 1  | The Prodigy  | Billy Idol                         | The Bloody Beetroots        |
| Parkway Drive     | Gentleman    | Faithless Dj Set                   | Sunrise Avenue              |
| Megadeth          | Bad Religion | Wizo                               | Billy Talent                |
| Skillet           | OK Kid       | Brian Fallon & The Howling Weather | Passenger                   |
| Asking Alexandria | Mad Caddies  | Dame                               | Enter Shikari               |
| Meshuggah         | Anti-Flag    | LaBrassBanda                       | Less Than Jake              |
| Shinedown         | Krautschädl  | Donots                             | Wendi's Böhmische Blasmusik |
| Starcrawler       | The Struts   | The Last Internationale            |                             |
|                   |              | Voting Act                         |                             |

| Red Bull Brandwagen Stage |                 |                     |
| 14. Juni                  | 15. Juni        | 16. Juni            |
| Thrice                    | Leo Moracchioli | Powerflo            |
| Thy Art Is Murder         | Crazy Town      | Oceans Ate Alaska   |
| Our Hollow Our Home       | Alazka          | Adam Angst          |
| The Charm the Fury        | Jugo Ürdens     | Boon                |
| Marrok                    | Ebow            | We Blame the Empire |
| Massendefekt              | Culture Abuse   | TuXedoo             |
| Ego Kill Talent           | Black Cage      | Dream Owner         |

## 2019
Das Nova Rock 2019 fand vom 13. bis zum 16. Juni 2019 statt.
| Blue Stage       |                            |                        |                                              |
| 13. Juni         | 14. Juni                   | 15. Juni               | 16. Juni                                     |
| Sabaton          | The Cure                   | Die Toten Hosen        | Die Ärzte                                    |
| Slipknot         | The Smashing Pumpkins      | Bonez MC & RAF Camora  | Slash feat. Myles Kennedy & The Conspirators |
| Amon Amarth      | Dropkick Murphys           | Papa Roach             | Wolfmother                                   |
| Lamb of God      | Idles                      | RIN                    | Me First and the Gimme Gimmes                |
| Godsmack         | New Model Army             | Feine Sahne Fischfilet | Antilopen Gang                               |
| Three Days Grace | Mother’s Cake              | Millencolin            | Cari Cari                                    |
| I Prevail        | Uncle Acid & the Deadbeats | Reel Big Fish          |                                              |
| Amaranthe        | Our Last Night             | Badflower              |                                              |

| Red Stage         |                                 |                        |                             |
| 13. Juni          | 14. Juni                        | 15. Juni               | 16. Juni                    |
| Pendulum (DJ-Set) | Frog Leap feat. Leo Moracchioli | Paul Kalkbrenner       | Within Temptation           |
| Sum 41            | Slayer                          | In Flames              | Rob Zombie                  |
| Ska-P             | Anthrax                         | In Extremo             | Ministry                    |
| Mono & Nikitaman  | Trivium                         | Powerwolf              | Testament                   |
| Pussy Riot        | Behemoth                        | Children of Bodom      | Bad Wolves                  |
| Folkshilfe        | Beartooth                       | J.B.O.                 | Kontrust                    |
| Luciano           | Tesseract                       | Beyond the Black       | Wendi's Böhmische Blasmusik |
| Waving the Guns   | Starset                         | Seek & Destroy         |                             |
|                   | Schmutzki                       | To the Rats and Wolves |                             |

| Red Bull Brandwagen Stage |                   |                      |
| 13. Juni                  | 14. Juni          | 15. Juni             |
| The Amity Affliction      | Puddle of Mudd    | While She Sleeps     |
| Ferris MC                 | Haze              | Welshly Arms         |
| As It Is                  | Crystal Lake      | All Faces Down       |
| Palaye Royale             | Fever 333         | Infected Rain        |
| Valeras                   | Like a Storm      | Inglorious           |
| Anchorage                 | TBC               | Nova Twins           |
| Coperniquo                | Nothing, nowhere. | Planet Music Act TBC |

## 2020
2020 wurde das Nova Rock aufgrund der COVID-19-Pandemie abgesagt.

## 2021
Das Nova Rock 2021 sollte ursprünglich im Juni stattfinden, wurde aber am 15. März 2021 wie schon im Vorjahr aufgrund der Corona-Pandemie abgesagt.

## 2022
Das Nova Rock 2022 fand vom 9. bis 12. Juni 2022 statt. Am 3. Juni 2022 gab das Festival via Facebook bekannt, einen neuen Besucher-Rekord erreicht zu haben und ausverkauft zu sein.
Aufgrund der starken Regenfälle an den Vortagen musste der Einlass zum Festivalgelände am Donnerstag, den 9. Juni 2022, auf 15:20 Uhr verschoben werden. Die Red Stage konnte erst einige Stunden danach geöffnet werden. Dadurch mussten die Auftritte einiger Bands abgesagt werden.
| Blue Stage                                  |                         |                  |                         |
| 9. Juni                                     | 10. Juni                | 11. Juni         | 12. Juni                |
| Muse                                        | Placebo                 | Volbeat          | Five Finger Death Punch |
| Rise Against                                | Kraftklub               | Seiler und Speer | Billy Talent            |
| Evanescence                                 | Måneskin                | The Offspring    | In Flames               |
| Bush                                        | Sportfreunde Stiller    | Bad Religion     | Airbourne               |
| KennyHoopla                                 | While She Sleeps        | Electric Callboy | Eluveitie               |
| Fire from the Gods (wetterbedingt abgesagt) | The Last Internationale | Jinjer           | Kissin' Dynamite        |
| Grandson (wetterbedingt abgesagt)           | Hinds                   | Boston Manor     | Imminence               |
| Cemetery Sun (wetterbedingt abgesagt)       | King Nun                | Monokay          | The Weight              |

| Red Stage                                  |                      |                  |                             |
| 9. Juni                                    | 10. Juni             | 11. Juni         | 12. Juni                    |
| Haddaway & Dr. Alban                       | Bring Me the Horizon | Deichkind        | Alligatoah                  |
| Bullet for My Valentine                    | Heilung              | Dame             | Gentleman                   |
| Steel Panther                              | Korn                 | Mando Diao       | WIZO                        |
| Turbobier                                  | Skillet              | Mono & Nikitaman | Finch                       |
| Clawfinger                                 | Epica                | Querbeat         | GReeeN                      |
| Don Broco (wetterbedingt abgesagt)         | Black Inhale         | Alle Achtung     | Fäaschtbänkler              |
| Gloryhammer (wetterbedingt abgesagt)       | Battle Beast         | Waving the Guns  | Mal Élevé                   |
| Black Veil Brides (wetterbedingt abgesagt) | Igel vs. Shark       | Liedfett         | Wendi's Böhmische Blasmusik |
| Blues Pills (wetterbedingt abgesagt)       |                      |                  |                             |

| Red Bull Music Stage                        |                    |                    |                                       |
| 9. Juni                                     | 10. Juni           | 11. Juni           | 12. Juni                              |
| Silverstein                                 | Dog Eat Dog        | Lagwagon           | Minisex                               |
| Deez Nuts                                   | Being as an Ocean  | Stick to Your Guns | Bloodsucking Zombies from Outer Space |
| Creeper                                     | Stone Broken       | Any Given Day      | Skolka                                |
| Coffeeshock Company                         | Engst              | The Score          | Leo Aberer                            |
| Hot Milk                                    | Ego Kill Talent    | Please Madame      | Autumn Bride                          |
| Reverend Backflash (wetterbedingt abgesagt) | Last Band Standing | The Blamphins      | Aexattack                             |
| Daze Affect (wetterbedingt abgesagt)        | Kill the Lycan     | Elephant Planet    | Glen Ample                            |

## 2023
Das Nova Rock 2023 fand vom 7. bis 10. Juni 2023 statt.
Am 12. Juni 2022 wurde Scooter als Late-Night-Act bekanntgegeben. Im Zuge des ersten Band Announcements am 28. September erweiterte sich das Line-Up um 26 neue Acts, inklusive drei Headliner. Dabei handelt es sich um die Metal-Band Slipknot, die österreichische Gruppe Bilderbuch und der Punk/Rockband Die Ärzte.
Am 16. Mai 2023 wurde der Timetable zusammen mit einigen Bandänderungen veröffentlicht. Nach der Absage der Band The Distillers wurden J.B.O. als Ersatzband angekündigt, ebenso wurde Roman Gregory als Ersatz für die Band Bad Wolves veröffentlicht.
| Blue Stage        |                      |                        |                      |
| 7. Juni           | 8. Juni              | 9. Juni                | 10. Juni             |
| Slipknot          | The Prodigy          | Scooter                | Die Ärzte            |
| Disturbed         | Tenacious D          | Bilderbuch             | Broilers             |
| Within Temptation | Yungblud             | Casper                 | Incubus              |
| In Extremo        | Sum 41               | Papa Roach             | Hollywood Undead     |
| The Hu            | Fever 333            | Feine Sahne Fischfilet | Nothing but Thieves  |
| Asking Alexandria | Funeral for a Friend | Thomas D & The KBCS    | Josh.                |
| Lorna Shore       | Blind Channel        | Barns Courtney         | Swiss und die Andern |
| Vended            | Takida               | Dirty Honey            | Schmutzki            |
|                   |                      | All Faces Down         |                      |

| Red Stage     |                     |                  |                             |
| 7. Juni       | 8. Juni             | 9. Juni          | 10. Juni                    |
| RIN           | Parkway Drive       | Electric Callboy | Falco Tribute               |
| Marteria      | Powerwolf           | Amon Amarth      | Nightwish                   |
| Ska-P         | Three Days Grace    | I Prevail        | Architects                  |
| Simple Plan   | Meshuggah           | Wolfmother       | VV                          |
| You Me at Six | Motionless in White | Avatar           | Arch Enemy                  |
| J.B.O.        | Yonaka              | Bury Tomorrow    | Skindred                    |
| PUP           | Thundermother       | Lionheart        | Beyond the Black            |
| Pöbel MC      | Autumn Bride        | Bloodywood       | Nothing More                |
|               |                     |                  | Lord of the Lost            |
|               |                     |                  | Wendi's Böhmische Blasmusik |

| Red Bull Music Stage |                      |               |                |
| 7. Juni              | 8. Juni              | 9. Juni       | 10. Juni       |
| Stray from the Path  | The Amity Affliction | Roman Gregory | Mother’s Cake  |
| Bibiza               | Emil Bulls           | Downset.      | Tschebberwooky |
| Donots               | Bob Vylan            | Taylor Acorn  | Friedberg      |
| Annisokay            | Left Overs           | Deine Cousine | Glueboys       |
| Up Close             | Dead Like Juliet     | Paledusk      | Le Craval      |
| Daze Affect          | Glazed Curtains      | The Scratch   | Anton Josef    |
| fiio                 | Cil City             | Shatterfly    | RAY.S          |

## 2024
Das Nova Rock 2024 fand vom 13. bis 16. Juni 2024 statt. Headliner in diesem Jahr waren Green Day, Avenged Sevenfold, Måneskin und Bring Me the Horizon, aber auch Avril Lavigne, The Sisters of Mercy oder Alice Cooper standen im Line Up. Im Gegensatz zu den vergangenen Jahren wurden am letzten Festivaltag nur die Blue Stage sowie die Red Bull Music Stage bespielt.
Das Festival konnte laut Veranstalter auf vier Tage verteilt rund 200.000 Besucher verzeichnen.
| Blue Stage       |                         |                      |                             |
| 13. Juni         | 14. Juni                | 15. Juni             | 16. Juni                    |
| Green Day        | Otto & die Friesenjungs | Måneskin             | Bring Me the Horizon        |
| Billy Talent     | Avenged Sevenfold       | Avril Lavigne        | Dropkick Murphys            |
| Jane’s Addiction | Parkway Drive           | Sum 41               | Babymetal                   |
| Dogstar          | Machine Head            | Sportfreunde Stiller | Biohazard                   |
| The Interrupters | Thy Art Is Murder       | Granada              | Beast in Black              |
| Donots           | Igorrr                  | Blond                | Black Stone Cherry          |
| Silverstein      | Feuerschwanz            | Leap                 | Escape the Fate             |
| Hot Milk         | Of Mice & Men           | The Amazons          | Wendi's Böhmische Blasmusik |
|                  | Wargasm                 |                      |                             |

| Red Stage                             |                |                        |
| 13. Juni                              | 14. Juni       | 15. Juni               |
| The Sisters of Mercy                  | Pendulum       | Alice Cooper           |
| Gloryhammer                           | Aut of Orda    | Body Count feat. Ice-T |
| Bloodsucking Zombies from Outer Space | Fäaschtbänkler | Steel Panther          |
| Palaye Royale                         | Folkshilfe     | P.O.D.                 |
| Kerry King                            | Yaenniver      | Saltatio Mortis        |
| Asinhell                              | Neck Deep      | Against the Current    |
| Alien Weaponry                        | Azahriah       | Kontrust               |
| Hanabie.                              | Engst          | We Blame the Empire    |

| Red Bull Music Stage  |                     |               |                                           |
| 13. Juni              | 14. Juni            | 15. Juni      | 16. Juni                                  |
| Smash into Pieces     | Fit for a King      | Life of Agony | Frank Carter & the Rattlesnakes           |
| Counterparts          | Ghostkid            | Sondaschule   | Swiss & Ferris aka Phoenix aus der Klapse |
| Missio                | Dead by April       | Future Palace | Hämatom                                   |
| Bleed from Within     | Cemetery Sun        | Allt          | Solence                                   |
| Until I Wake          | Aviana              | Vertilizar    | Silenzer                                  |
| Long Distance Calling | Street to the Ocean | Monokay       | Glazed Curtains                           |
| Montreal              | Lowlife             | Butter Bread  | Arklight                                  |
|                       |                     |               | Focuside                                  |
|                       |                     |               | Mudfight                                  |

## 2025
Das Nova Rock fand vom 12. bis 14. Juni 2025 statt. Bereits am 13. Juni 2024 wurden Slipknot, Electric Callboy, Wanda sowie Lorna Shore für die 19. Ausgabe des Festivals angekündigt.
Mit rund 222.000 verzeichneten Besuchern war das Nova Rock 2025 die bisher am zweitstärksten besuchte Ausgabe des Festivals.
| Blue Stage               |              |                |                               |
| 11. Juni                 | 12. Juni     | 13. Juni       | 14. Juni                      |
| Dead Poet Society        | Anna-Sophie  | Igel vs. Shark | All Faces Down                |
| Seven Hours After Violet | LØLØ         | Baby Lasagna   | The Butcher Sisters           |
| The Warning              | Nothing More | Amaranthe      | Me First and the Gimme Gimmes |
| Knocked Loose            | Poppy        | Refused        | Mehnersmoos                   |
| The Ghost Inside         | Awolnation   | Airbourne      | Idles                         |
| Spiritbox                | Iggy Pop     | Lorna Shore    | Alligatoah                    |
| Korn                     | Rise Against | Slipknot       | Wanda                         |
|                          | Linkin Park  | Powerwolf      | Electric Callboy              |

| Red Stage           |               |                            |
| 12. Juni            | 13. Juni      | 14. Juni                   |
| Kittie              | Sawyer Hill   | Wendis Böhmische Blasmusik |
| Polaris             | Deine Cousine | Django 3000                |
| Jinjer              | Krautschädl   | Versengold                 |
| Jerry Cantrell      | GReeeN        | Imminence                  |
| Apocalyptica        | Irie Révoltés | Landmvrks                  |
| Motionless in White | Biffy Clyro   | DragonForce                |
| In Flames           | Folkshilfe    | Skillet                    |
| Cradle of Filth     | SDP           | Heaven Shall Burn          |
|                     |               | Dream Theater              |

| Red Bull Stage      |                     |                 |                |
| 11. Juni            | 12. Juni            | 13. Juni        | 14. Juni       |
| The Fleur           | The Generation      | The Attic       | Velvet Wasted  |
| Vandans             | SteSy               | Gyfth           | Leons Massacre |
| Blackgold           | Vowws               | Glueboys        | Halflives      |
| From Fall to Spring | House of Protection | Filth           | Self Deception |
| Amira Elfeky        | Normandie           | Call Me Karizma | Paleface Swiss |
| Itchy               | Deafheaven          | Whitechapel     | Adept          |
| Boston Manor        | Health              | Thrice          | Danko Jones    |

## 2026
Die 20. Ausgabe des Nova Rock soll von 11. bis 14. Juni 2026 stattfinden. Bereits im Juni 2025 wurden Bring Me The Horizon und The Offspring als Acts angekündigt.